# 聖維克多山
聖維克多山是法國的一座山。它最高有1,011（3,317英尺）。法國畫家保羅·塞尚的小屋可以望見整座山，因此他曾為此山畫過幾十幅油畫作品。

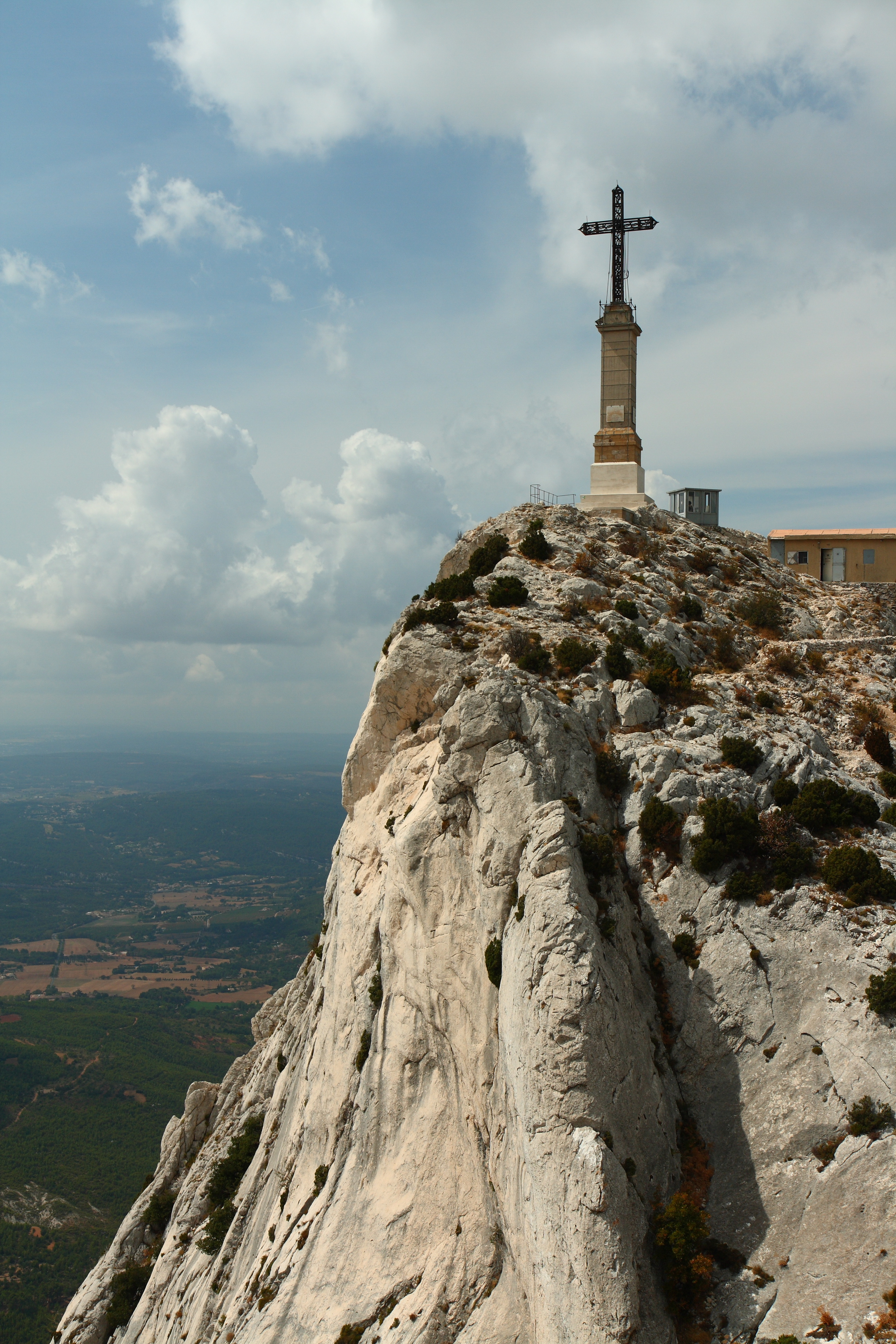
山之一角

## 藝術家筆下的聖維克多山

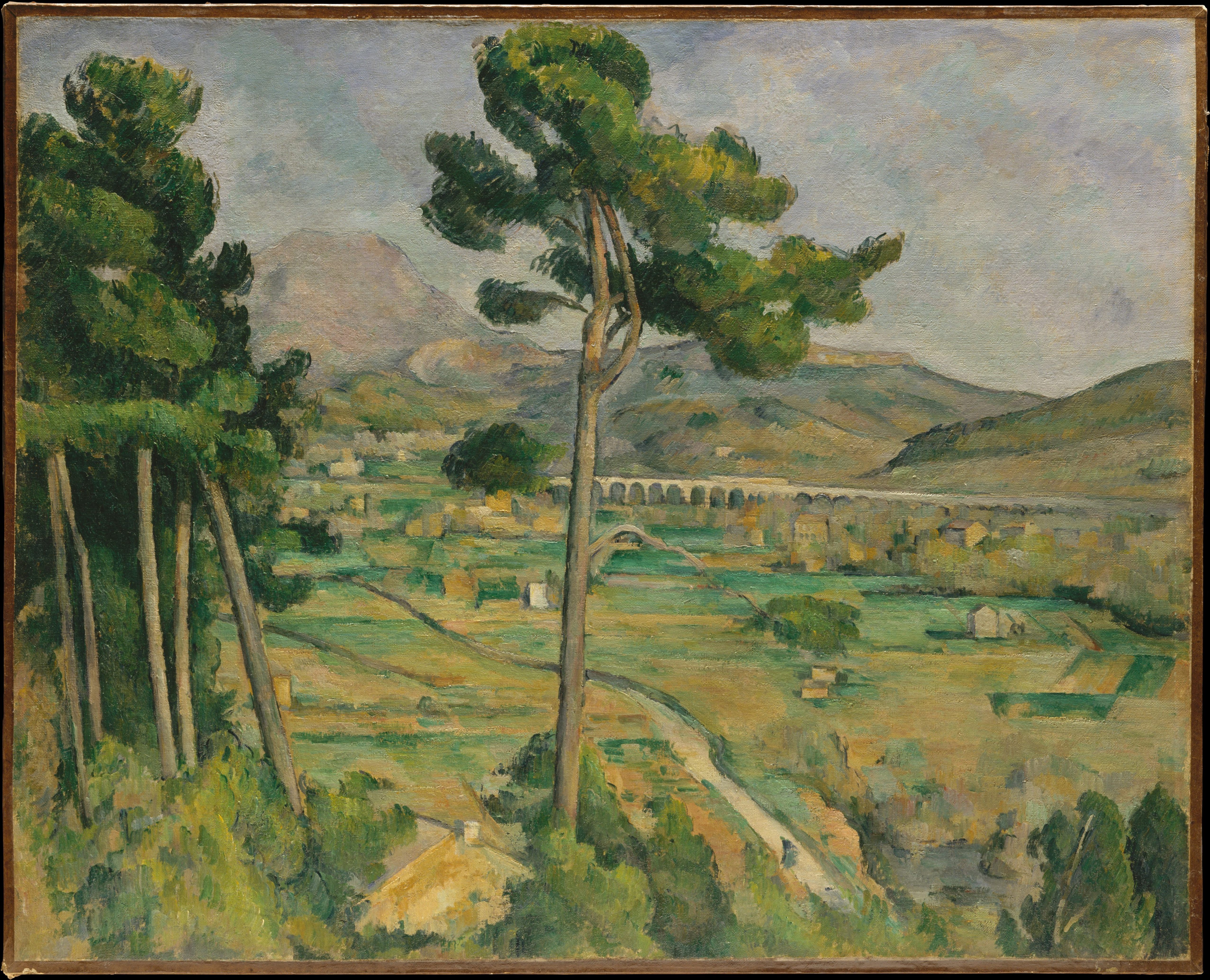
塞尚筆下的聖維克多山（1882年至1885年）

除塞尚之外，還有很多藝術家都曾畫過此山。例如西班牙藝術家巴勃羅·畢卡索及俄羅斯畫家瓦西里·康定斯基等。

## 外部連結
- （法文）官方網頁